# 멜리사 피츠제럴드

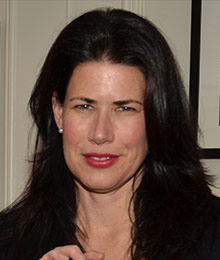

멀리사 피츠제럴드(Melissa Fitzgerald, 1965년 1월 1일 ~ )는 미국의 배우이다.

## 출연 작품

### 영화
- 밀고자 (1998, Monument Ave.) - 셰일라 역
- 트루먼 쇼 (1998)
- 프리퀀시 (2000)
- 러브 앤 섹스 (2000)
- Простые вещи (2007) - 줄리 역

### 텔레비전
- 웨스트 윙 (1999-2006) - 캐럴 피츠패트릭 역